# ياكوب فولهارد
جاكوب فولهارد (4 يونيو 1834 - 14 يناير 1910) كيميائي ألماني، اكتشف مع تلميذه هوغو إردمان تفاعل فولهارد-إردمان [الإنجليزية]. كما كان مسؤولاً عن تحسين هالوجين هيل- فولهارد - زيلينسكي. [الإنجليزية]

## تعليمه
درس الكيمياء في جامعة غيسن من 1852 إلى 1855، ثم واصل تعليمه في جامعة هايدلبرغ. عمل لمدة عامين كمساعد ليوستوس فون ليبيغ في جامعة ميونيخ، وفي عام 1960-1961 درس مع آوغست فيلهلم فون هوفمان في لندن. في عام 1863 حصل على شهادة التأهل للأستاذية في ميونيخ حيث أصبح فيما بعد أستاذًا مشاركًا. في غضون ذلك عمل في معهد فسيولوجيا النبات في أكاديمية العلوم البافارية (1865-1876). في عام 1879 عين أستاذاً للكيمياء العضوية في جامعة إرلنغن نورنبيرغ، وفي عام 1882 انتقل إلى جامعة هاله حيث عمل أستاذاً حتى عام 1908.